# Tratado ruso-bizantino (907)
Según la Crónica de Néstor, el primer tratado ruso-bizantino se celebró en 907 como resultado de la incursión de Oleg contra Constantinopla. Los académicos generalmente consideran a este documento como preliminar para el tratado ruso-bizantino de 911.

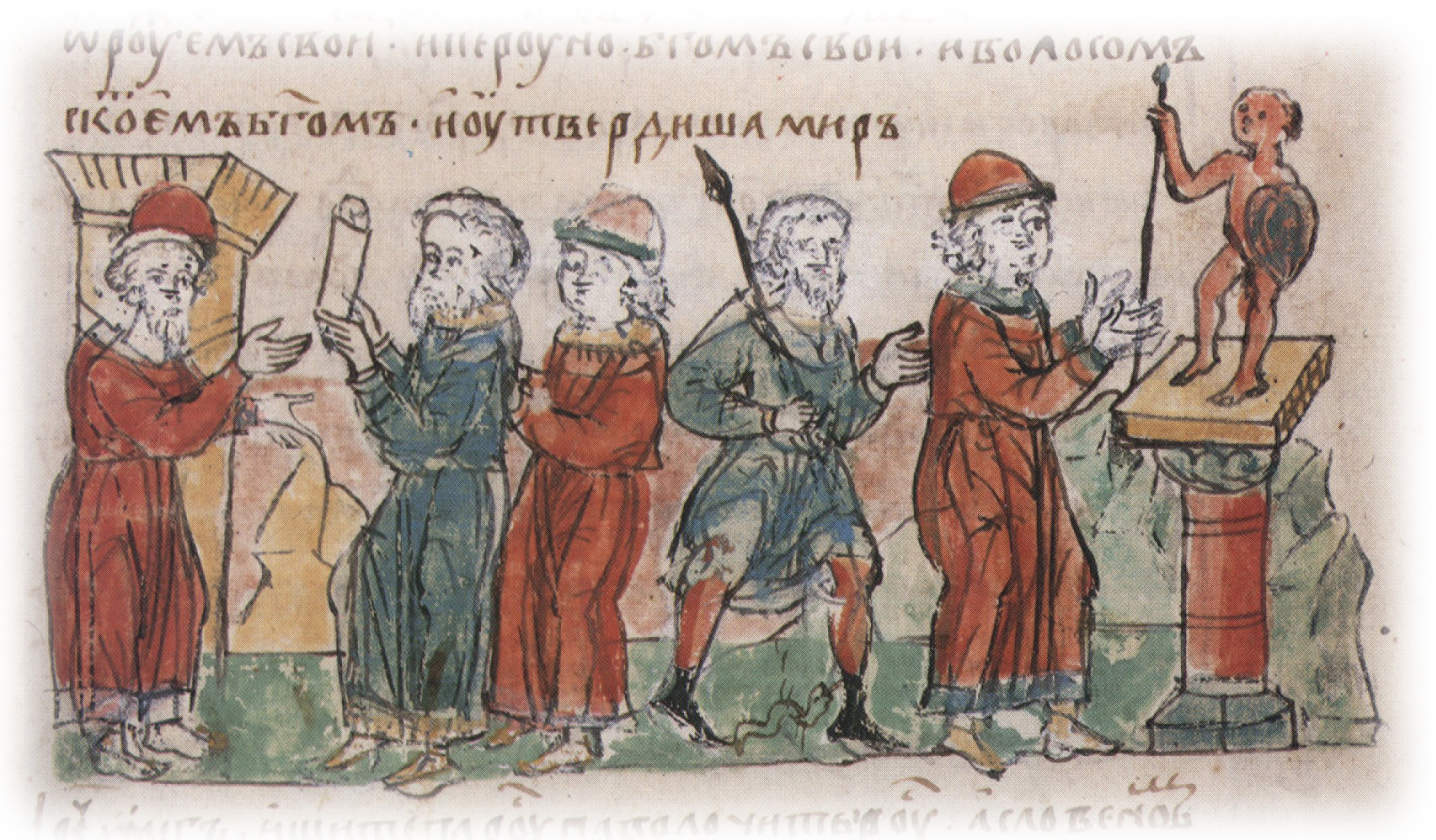
Miniatura del siglo XV representando las negociaciones del tratado ruso-bizantino.

El texto del tratado, tal como se conserva en la crónica de Kiev, empieza con una lista de firmantes por parte de la Rus'. Todos ellos están en nórdico antiguo: Karl, Farulf, Vermund, Hrollaf, y Steinvith. La Rus de Kiev figura en el texto como un conglomerado de grandes centros urbanos: Kiev, Chernígov, Pereyáslav, Pólotsk, Rostov, y Liubech. Alekséi Shájmatov observó que la lista de ciudades es arbitraria y que algunas de ellas podrían haber sido introducidas por escribas posteriores.
Más notoriamente, el tratado regula el estatus de la colonia de los mercantes varegos en Constantinopla. El texto da testimonio de que se instalaron en el barrio de San Mamés. Los varegos entraron a Constantinopla por una puerta segura, sin armas, acompañados por una guardia imperial, no más de cincuenta personas a la vez. A su llegada fueron registrados por las autoridades imperiales para ser abastecidos de comida y alimentación mensual por medio año.
En las líneas finales del tratado los bizantinos besan la cruz, mientras que los varegos juraron por sus armas, invocando a lo que la Crónica de Néstor llama Perun y Veles (los nombres son probablemente traducciones de los dioses nórdicos al eslavo antiguo eclesiástico).